# 雀魂
『雀魂』（じゃんたま、簡体字中国語: 雀魂麻将、英語: Mahjong Soul）は、中華人民共和国のキャットフードスタジオ（簡体字中国語: 猫粮工作室、英語: Cat Food Studio）より開発・配信されているオンライン対戦麻雀ゲーム。日本での運営はYostarが行っている。ブラウザ版、Android版、iOS版、Windows版があり、日本式麻雀（リーチ麻雀）のルールで、四人麻雀と三人麻雀のプレイを提供している。

## 概要
2018年に中国でサービス開始、日本では2019年4月25日にウェブブラウザ版のサービスを開始したオンライン対戦麻雀ゲーム。基本プレイ無料で、プレイヤーのアバターとなるキャラクター（雀士）やアクセサリはガチャ（祈願）などから入手できるアイテム課金制。中国開発の麻雀ゲームであるが、ルールは中国麻雀ではなく日本式のリーチ麻雀を採用している。キャラクターを対局でアバターに用いたり、贈り物アイテムを使用したりすることでそのキャラクターの絆ポイントが上昇し、追加ボイスや追加グラフィックが解禁される育成ゲーム的要素も存在する。
対局においては、プレイヤー補助のためのアシスト機能（手持ちのドラ牌が光り、聴牌時には捨て牌選択の際に待ち牌の種類と、残り枚数が表示される）が実装されている。サービス開始当初から、Vtuberを活用したプロモーションを積極的に展開することで、麻雀に馴染みのない低年齢層などの取り込みを行っている。
そのほか、日本の競技麻雀プロ団体・RMUが2021年に開始させたタイトル戦「闘魂杯」では本ゲームが採用され、すべての対局がオンラインで行われている。

## ゲームモード
四人麻雀・三人麻雀とも、下記の3ゲームモードを常設でプレイ可能。常設ゲームモード以外に、期間限定イベントとして特殊ルールによる対局が行われる場合がある。

### 段位戦
ランダムマッチングにより対局を行い、段位昇格を目指す基本的なゲームモード。
段位
プレイヤーの段位を表す称号。初心 ⇒ 雀士 ⇒ 雀傑 ⇒ 雀豪 ⇒ 雀聖 ⇒ 魂天 の順に昇格。魂天以外の段位はさらに内部で3階級、魂天は20階級に分けられ、四人麻雀と三人麻雀の段位は別となる（1プレイヤーが必ず四麻と三麻の2種類の段位を持つ）。対局結果によって段位ポイントが増減し、一定ポイントに達すれば次の階級に昇格し、逆にポイントが尽き、0を割ってマイナスになると1階級降格する。ただし、初心1 - 3・雀士1の間は、ポイントが0を割っても下の階級に降格することはない。雀士昇格後、四麻では4位、三麻では3位におけるポイントの減少が大きい。
部屋
段位・ルール別にマッチングを行うハウス。段位によって入場制限があり、銅の間（初心・雀士）⇒ 銀の間（雀士・雀傑）⇒ 金の間（雀傑・雀豪）⇒ 玉の間（雀豪・雀聖）⇒ 王座の間（雀聖・魂天）の順に昇格。それぞれの部屋で「四人東」（東風戦）「四人南」（半荘戦）「三人東」「三人南」から参加ルールを選択するとマッチングが開始される。
- 初心者用の銅の間はノーレート・場代なし。銀の間以上の部屋では、部屋階級とルールに応じた一定量のコイン（ゲーム内通貨）を所持していないと対局に参加できず、対局開始時に場代の徴収、対局終了時に結果によるコインの授受が行われる。所持コインが一定金額を下回った場合、1日1回「復活コイン」として段位に応じた金額を受け取ることが可能。
- 本作はYouTube・Twitch・ニコニコ生放送などの外部ライブ配信サービスを用いて対局を公開することを認めているが、最高ランク部屋の王座の間ではゴースティングなどの不正行為防止のために生配信を認めず、5分以上の遅延を入れて配信することを定めている。

### 大会戦
「大会ロビー」と「交流の間」、「修羅の戦」、「闇夜の戦」特殊ルールの「赤血の戦」に分けられる。
大会ロビー
プレイヤーが企画・レギュレーション設定を行った大会が開催されており、それに参加ができるロビー。大会の開催申し込みはゲーム内からではなく、公式サイトから行う必要がある。1プレイヤーは7日に1回しか大会開催はできず、また開催費用として60輝石（課金によって購入できる、ゲーム内通貨のひとつ）が必要となる。大会での対局結果による段位の昇降やコインのやり取りは発生しない。
交流の間
ランダムマッチングによるフリー対戦モード。段位戦同様に「四人東」「四人南」「三人東」「三人南」のルールが選択できるが、誰でも参加可能で段位の昇降は発生しない。

### 友人戦
友人対戦モード。卓の作成・参加とも無料で、段位昇降やコインの授受はない。四人麻雀・三人麻雀、東風・半荘の選択の他、持ち点や持ち時間などのレギュレーション設定も可能。卓の作成者に5桁の数字で部屋番号が与えられ、それを共有することで特定の友人やコミュニティ内での対局が行われる。コンピュータプレイヤーを1～3名対局に加えることも可能。

## ルール
四人麻雀・三人麻雀は段位戦のものを示す。大会戦や友人戦では一部ルールの任意変更が可能。

### 四人麻雀
- 25,000点持ちの25,000点返し（オカなし）。順位ウマは5-15。
- 喰いタンあり、後付けあり（アリアリ）。
- 喰い替え禁止。
- 常に1翻縛り。
- ノーテン親流れ、聴牌連荘。
- 形式聴牌あり。
- フリテン立直あり、カラテン立直あり。
- 裏ドラ・槓ドラ・槓裏ドラあり。槓ドラは暗槓の場合は即乗り、大明槓、加槓の場合は後乗り。赤ドラは五萬・五筒・五索に各1枚。
- 途中流局は九種九牌・四風連打・四槓散了・四家立直の4種。
- 二家和・三家和（ダブロン・トリロン）あり。積み棒や供託は上家取り。和了者に親が含まれれば連荘。
- 流局によって終局となった場合、供託はトップ取り。
- 終局時に同点の場合、起家に近い方が上位。
- 国士無双十三面待ち・四暗刻単騎・大四喜・純正九連宝燈はダブル役満とし、フリテン状態でもダブル役満とする。また、役満の複合あり。
- 国士無双のみ他家の暗槓による槍槓が成立する。
- 責任払い（包）あり。大三元と大四喜の確定に対し適用[11]。ツモであれば全額払い、ロンであれば放銃者と折半。大明槓からの嶺上開花についてはツモ和了扱いとし責任払いは適用しない。積み棒は包。
- 30符4飜・60符3飜は満貫に切り上げない。親はロン和了11,600点・ツモ和了3,900点オール。子はロン和了7,700点・ツモ和了2,000点/3,900点。
- 流し満貫あり。親が聴牌した場合は連荘。
- 半荘戦の西入・東風戦の南入あり（終局時にトップが30,000点未満の場合）。その後はいずれかの対局者が30,000点に到達した時点で終了するサドンデス方式。西/南4局終了後、トップが30,000点未満であっても北入・西入せず終局となる。
- ラス親がトップでかつ30,000点以上に達した場合のあがりやめ、聴牌やめあり。
- 連風牌が雀頭の場合は4符とみなす。
- 飛びあり。0点ちょうどは続行で、持ち点1,000点未満での立直不可。精算時はマイナスの持ち点も集計する。

### 三人麻雀
四人麻雀との相違点のみ挙げる。
- 35,000点持ちの35,000点返し。順位ウマは1位と3位の間で15。
- 二萬から八萬までを抜いた27種108枚で行う。萬子の順子が作れないため、それが必須の役である三色同順はなし。一萬がドラ表示牌の場合、九萬がドラとなる。
- チーは不可。
- 北は抜きドラとする。
  - 各種ドラに北が含まれる場合、抜きドラと複合する。卓上に抜かずに手の内で使うことも可能だが、その場合抜きドラとしては計上されない。
  - 北は河に捨てても構わない。
  - 北を抜いた直後に引く嶺上牌でツモ和了した場合嶺上開花が付く。ただし北抜きは槓ではないので槓ドラはめくられない。
  - 北抜きに対して他家はロン和了することができる。ただし加槓ではないので搶槓は付かない。
  - 1巡目に北抜きが行われた場合、以降は地和やダブル立直が成立しない。また立直後1巡以内に北抜きが行われた場合は一発が消失する。
  - 三人麻雀では２０２４年１０月６日（日）に「自動北抜き機能」が追加された。
- 赤ドラは五筒・五索に各1枚。
- 途中流局は九種九牌・四槓散了の2種のみ。三家立直は続行される。
- ツモ和了時は北家分の支払いが無視され和了点が下がるツモ損方式[注 5][12]。
- 西入・南入の基準点は40,000点未満。
- ラス親がトップでかつ40,000点以上に達した場合のあがりやめ、聴牌やめあり。

### 修羅の戦
「大会戦」にて常設されている、本作独自の特殊ルール対局。友人戦でも設定可能。基本ルールは四人麻雀東風戦だが、「配牌時に手牌から3枚不要牌を選出し、他家と交換する」「和了者が出ても局が終了せず、残りの対局者で続行し1局で最大3名まで和了できる」点が通常のルールと大きく異なる。通常の四人麻雀ルールとの主な違いは以下の通り。
- 配牌13枚からまず不要牌3枚を選出・交換する。
  - 全員の選出終了後、コンピュータがランダムに他家と3枚を交換する（どの対局者に渡ったかは視認できる）。
  - 配牌時に聴牌や一向聴の状態でも3枚選ばなければならない。
  - 選んだ3枚は、捨て牌とはみなされずフリテン対象にならない。
- 和了が発生しても局が終了しない（飛び発生や南入時のサドンデス成立時を除く）。
  - 和了手は他家に公開されずに伏せられたまま、コンピュータ計算でその場で点数授受が行われる。裏ドラも見えてはいないが、自動的に算入される。
  - 和了発生後は、和了者の下家の自摸から、残った対局者のみで局を続行する。同様の手順で、一局で最大3名まで和了ができる。
  - 3名が和了するか、荒牌平局後に初めて和了者の手が公開される。
- 和了者は、その後その局の一切の点数授受に関与しない。
  - ツモ和了時、先にアガり抜け済の対局者の支払いは発生せず、ツモ損として扱われる。
  - 和了後に、他家のカンで新たにドラが乗るなど和了点上昇の要素が発生しても、追加の支払いは受けられない。
  - ノーテン罰符の授受は、荒牌平局時にアガり抜けしていなかった対局者の間のみで行われる。
- 親の和了・聴牌に関係なく連荘なし。ただし、途中流局時にはその局をやり直す。その場合も、途中流局以前に成立した和了の清算は巻き戻されない。積み棒も発生しない[13]。
- 責任払いなし。

### ローカル役
本作は以下のローカル役を実装している。ただし段位戦では採用されず、友人戦の四人麻雀において卓作成時のルール変更によって導入することができる。ローカル役ありの限定イベントが開催されたこともある。
- 一飜：燕返し、槓振り、十二落抬
- 二飜：三連刻、五門斉
- 三飜：一色三順（食い下がりで二飜）
- 五飜：一筒摸月、九筒撈魚
- 役満：人和、大車輪、大竹林、大数隣、石の上にも三年（ダブル立直と海底摸月または河底撈魚の複合）
- ダブル役満：大七星

## 雀士
メニュー画面での表示や対局中のアバターとして使用されるキャラクターで、初期状態では「一姫」と「二階堂美樹」が選択できる。それ以外のキャラクターは主にガチャで獲得でき、女性キャラと男性キャラで「落桜の道」「竹林の道」の2つにガチャは分けられている。
2021年12月22日に追加された「特別雀士」は、絆レベルが上がるにつれて特別装飾品が追加され、契約するとうごく着せ替え衣装を入手できる仕様となっている。

### 初期キャラクター
- 一姫（声 - 内田真礼）
- 二階堂美樹（声 - 斎藤千和）

### ガチャキャラクター
| 落桜の道 - 藤田佳奈（声 - 内田真礼） - 三上千織（声 - 井口裕香） - 相原舞（声 - 井口裕香） - 撫子（声 - 斎藤千和） - 八木唯（声 - 小清水亜美） - 九条璃雨（声 - 小清水亜美） - ジニア（声 - 中原麻衣） - カーヴィ（声 - 中原麻衣） - サラ（声 - M・A・O） - 二之宮花（声 - 小原好美） - 白石奈々（声 - M・A・O） - 小鳥遊雛田（声 - 村川梨衣） - 五十嵐陽菜（声 - 村川梨衣） - 涼宮杏樹（声 - 洲崎綾） - 北見紗和子（声 - 洲崎綾） - 雛桃（声 - 伊瀬茉莉也） - かぐや姫（声 - 伊瀬茉莉也） - 藤本キララ（声 - 竹達彩奈） - エリサ（声 - 丹下桜） - 寺崎千穂理（声 - 竹達彩奈） | - 福姫（フージー）（声 - 植田佳奈） - 七海礼奈（声 - 堀江由衣） - 姫川響（声 - 鬼頭明里） - 森川綾子（声 - 丹下桜） - 小野寺七羽（声 - 鬼頭明里） - ゆず（声 - 長縄まりあ） - 四宮冬実（声 - 大西沙織） - セイラン（声 - 堀江由衣） - 如月彩音（声 - 上坂すみれ） - 未来（声 - 長縄まりあ） - 嵐星（声 - 上坂すみれ） - ハンナ（声 - 三上枝織） - イブ・クリス（声 - 花澤香菜） - 琳琅（リンラン）（声 - 豊崎愛生） - レイア（声 - 井上喜久子） - シンシア（声 - 伊藤静） - ヒーリ（声 - 川澄綾子） - 元宵（ユエンシャオ）（声 - 東山奈央） - 花語青（カ ゴセイ）（声 - 雨宮天） - 花語白（カ ゴハク）（声 - 雨宮天） - ジェーン（声 - 種﨑敦美） | 竹林の道 - 四宮夏生（声 - 福山潤） - ワン次郎（声 - 小野友樹） - 一ノ瀬空（声 - 皆川純子） - 明智英樹（声 - 立花慎之介） - ジョセフ（声 - 安元洋貴） - 斎藤治（声 - 安元洋貴） - エイン（声 - 柿原徹也） - 月見山（声 - 前野智昭） - 如月蓮（声 - 前野智昭） - 石原碓海（声 - 柿原徹也） - 七夕（チーシー）（声 - 植田佳奈） - A-37（声 - 古川慎） - ライアン（声 - 下野紘） - 滝川夏彦（声 - 古川慎） - サミール（声 - 下野紘） - ゼクス（声 - KENN） - リン（声 - KENN） - ムーサ（声 - 白井悠介） - 玖辻（声 - 逢坂良太） - 袁楓（ユエンフォン）（声 - 白井悠介） | - 局（ジュー）（声 - 松岡禎丞） - 非名（フェイミン）（声 - 岸尾だいすけ） - サターン（声 - 速水奨） |  |

| 特別祈願 - 西園寺一羽（声 - 佐倉綾音） - 北原リリィ（声 - 生天目仁美） - 東城玄音（声 - ゆきのさつき） - 南楓花（声 - 田中理恵） |

### コラボキャラクター
期間限定イベントで登場するキャラクター。軽庫娘のみイベント報酬として獲得できる配布キャラクターで、それ以外はイベント限定ガチャで入手可能。後日再登場する可能性もある。
- 軽庫娘（声 - 小原好美） - 中国語のライトノベル投稿サイト「軽之文庫（轻之文库）」とのコラボ。
- 宮永咲（声 - 植田佳奈）、原村和（声 - 小清水亜美）、天江衣（声 - 福原香織）、宮永照（声 - 中原麻衣） - アニメ『咲-Saki- 全国編』とのコラボ。2021年1月 - 2月[16]。
- 蛇喰夢子（声 - 早見沙織）、早乙女芽亜里（声 - 田中美海）、生志摩妄（声 - 伊瀬茉莉也）、桃喰綺羅莉（声 - 沢城みゆき） - アニメ『賭ケグルイ××』とのコラボ。2021年4月 - 5月[17]。
- 赤木しげる（声 - 萩原聖人）、鷲巣巌（声 - 津嘉山正種） - 漫画『アカギ 〜闇に降り立った天才〜』とのコラボ。2021年10月 - 11月[18]。
- 四宮かぐや（声 - 古賀葵）、白銀御行（声 - 古川慎）、早坂愛（声 - 花守ゆみり）、白銀圭（声 - 鈴代紗弓） - アニメ『かぐや様は告らせたい-ウルトラロマンティック-』とのコラボ。2022年4月 - 5月[19][20]。
- 竹井久（声 - 伊藤静）、福路美穂子（声 - 堀江由衣）、新子憧（声 - 東山奈央）、園城寺怜（声 - 小倉唯） - アニメ『咲-Saki- 全国編』とのコラボ第2弾。2022年11月 - 12月[21]。
- ルルーシュ・ランペルージ（声 - 福山潤）、C.C.（声 - ゆかな）、枢木スザク（声 - 櫻井孝宏）、紅月カレン（声 - 小清水亜美） - アニメ『コードギアス 反逆のルルーシュ』とのコラボ。2023年4月 - 5月[22]。
- イリヤ（声 - 門脇舞以）、美遊（声 - 名塚佳織）、クロ（声 - 斎藤千和）、ギル（声 - 遠藤綾）- アニメ『Fate/kaleid liner プリズマ☆イリヤ Licht 名前の無い少女』とのコラボ。2023年11月 - 12月[23]。
- 砂狼シロコ（声 - 小倉唯）、小鳥遊ホシノ（声 - 花守ゆみり）、陸八魔アル（声 - 近藤玲奈）、浅黄ムツキ（声 - 大久保瑠美） - ゲーム『ブルーアーカイブ -Blue Archive-』とのコラボ。2024年4月 - 5月[24]。
- ハローキティ（福姫の着せ替え衣装として）、シナモロール（八木唯の着せ替え衣装として）、マイメロディ（相原舞の着せ替え衣装として）、クロミ（ジニアの着せ替え衣装として） - サンリオキャラクターズとのコラボ。2024年9月 - 10月[25]。
- 浅倉透（声 - 和久井優）、樋口円香（声 - 土屋李央）、福丸小糸（声 - 田嶌紗蘭）、市川雛菜（声 - 岡咲美保） - ゲーム『アイドルマスター シャイニーカラーズ』とのコラボ。2024年11月 - 12月[26]。
- 間桐桜（声 - 下屋則子）、セイバー（声 - 川澄綾子）、遠坂凛（声 - 植田佳奈）、アーチャー（声 - 諏訪部順一） - アニメ『Fate/stay night [Heaven's Feel]』とのコラボ。2025年4月 - 5月[27]。

## 反響
本作は中国国内向けにPCブラウザ用ゲームとしてサービス開始されるや否や、一躍人気タイトルとなった。
Yostarの代表取締役社長・李衡達はヒットの要因が複数あるとしたうえで、ゲーム内のチャット機能やスタンプ機能が中国のSNS環境と相性が良かったことや、キャラクターの魅力などが評判を呼び、口コミ効果で人気が広がったと、日本のウェブサイト「NEXT MARKETING 」が2020年に行ったインタビューの中で説明している。
また、日本国内においてもプロアマ問わず様々な人々がプレイしていることに加え、ユーザー同士の対戦や企業間対抗戦などの盛り上がりを見せている。IGNの丹祐希代は、その理由として、大会戦によってユーザー主催の大会を開くハードルが下がったことに加え、バーチャルYouTuberによる実況動画などの施策が功を奏したと推測している。その一方、丹は、チュートリアル機能が実戦形式ではないため、プレイ前にはある程度麻雀の知識を備えておいた方が楽しめると述べている。
ゲーム実況での人気も根強い。配信技研の調査によれば、2022年1月に『雀魂』は動画サイトで2352時間ライブ配信され、それらがユーザーによって約1億2900万分視聴された。これは、日本語で発信されているゲームカテゴリでは13番目に高い。

## プロモーション

### 公式大会
本作においては、4人麻雀の上位プレイヤーが参加できる「四象戦（夏の陣・秋の陣・冬の陣・春の陣）」と「四象戦」それぞれの優勝者で争う「麒麟戦」、3人麻雀の上位プレイヤーが参加できる「双聖戦」を開催しているほか、企業対抗戦も開催している。また日本におけるブラウザ版のサービス開始の節目を記念した「感謝杯」も開催している。「四象戦」「麒麟戦」「双聖戦」における審判やルール監修は、Mリーグの審判を務める麻雀プロの梶本琢程が担当する。

#### 雀魂インビテーショナル
- 2022年夏より開始し、毎年夏と冬に開催している。プロ雀士のみの大型イベント。実績や段位をもとに、 雀魂が招待した16人の麻雀プロによる大会である。

参加雀士(一部選手はレベルが掲載している)
第1回
- 綱川隆晃(魂天Lv.2、多井と同じくPマークがついていない)[35]
- 中神翔平
- 村上淳(ずんたん)
- 松ヶ瀬隆弥
- 坪井智史(無名の雀士SS)
- 渋川難波(本物の渋川・魂天Lv.1)[35]
- 松本吉弘(松本ですけども・第1回優勝)
- 朝倉康心(離コピン・魂天Lv.9)[35][36]
- 木原浩一(ラッキーハゲ・魂天Lv.4)[35]
- 鈴木たろう(talosto)
- 長谷川来輝
- 堀慎吾(vふーちゃんv)
- 多井隆晴(たかたゃん・初心、綱川と同じくPマークがついていない
- 丸山奏子(リーチなまるこ)
- 土田浩翔(コウショー)
- 細谷拓真

第2回
- 村上淳
- 渋川難波
- 安井勇樹(魂天Lv.4)[37]
- 丸山奏子
- 藤井光(魂天Lv.3)[38]
- 松本吉弘
- 綱川隆晃
- 日向藍子(第2回優勝)
- 朝倉康心
- 鈴木たろう
- 土田浩翔
- 麻宮あかね(魂天Lv.1)[37]
- 木原浩一
- 多井隆晴
- 武則輝海(魂天Lv.1)[38]
- 堀慎吾

第3回
- 日向藍子
- 村上淳
- 木原浩一
- 牧野伸彦(mi1ktea・魂天Lv.1)[37]
- 瑞原明奈(ミズちゃん・第3回優勝)
- 朝倉康心
- 渋川難波
- 渡辺太(ないおトン・魂天Lv.9)[35]
- 松本吉弘
- 堀慎吾
- 麻宮あかね
- 小林剛(よんらす)
- 土田浩翔
- 綱川隆晃
- 多井隆晴
- 安井勇樹

第4回
- 渡辺太
- 水口美香(みずぐちむ・魂天Lv.1)[35]
- 西乃うるり(魂天Lv.6)[35]
- 園田賢(ソノケン・初心)
- 伊藤高打
- 鈴木優
- 仲林圭
- 綱川隆晃
- 村上淳
- 松本吉弘
- 明科瑞希(Akashina・魂天Lv.9・第4回優勝)[35]
- 朝倉康心
- 鈴木たろう
- 渋川難波
- 木原浩一
- 多井隆晴

### 協賛大会・その他『雀魂』を使用する大会
本作を使用する大会やリーグ戦として、Vtuberグループ・にじさんじが主催する大会『にじさんじ麻雀杯』、Vtuberの天開司が主催するチーム対抗麻雀リーグ『神域リーグ』、学生麻雀連盟が主催する『雀魂杯 学生麻雀選手権』『雀魂学生麻雀リーグ』、日本プロ麻雀協会とRMUが共同で開催するVtuberの麻雀リーグ『V-pro League』などがある。

### 公式番組
定期的に『雀魂』公式YouTubeチャンネルで公式番組を配信する。2024年時点では以下の3番組が配信されている。
- 『にじたま』 - 2020年11月6日に『郡道美玲の麻雀ハイスクール』をリニューアルする形で開始。にじさんじに所属するVtuberたちと、RMU代表・ライセンスプロの多井隆晴（Mリーグ・渋谷ABEMAS所属）が、番組が用意した特殊なルールで対局を行う。内容は縛り系（鳴き強制、リーチ縛り、特定の言葉をしゃべってはいけないなど）、ボーナス系（特定の牌をドラ扱いするなど）、コラボイベント限定卓などがある。多井はRMU代表の肩書を使わず、自らが所属するABEMASのユニフォームを着て出演する。
- 『社務所通信（しゃむつう）』 - 2021年6月9日開始。個人勢Vtuberで『雀魂』公認プレイヤーGの天開司と、にじさんじ所属Vtuberで『雀魂』公認プレイヤー（『感謝杯6th』決勝卓2着となったことによる）のルイス・キャミーが、麻雀プロなどを迎えて様々な話をし、対局を行う。2022年11月30日配信の第18回からは、麻雀プロ1名が3回ごとに交代する「シーズンゲスト」を導入し、さらに麻雀プロをもう1名迎える形式となった。2024年10月3日配信の第40回からは、Vtuberと麻雀プロ1名ずつ（Vtuberは2回ごとに交代）をゲストに迎え、『雀魂』に関する情報を発信して対局を行う形式に変更。さらに同年11月16日配信の第41回からは、クイズプレイヤーの林輝幸が代表を務めるクイズ制作集団・Q星群が監修するクイズコーナー「しゃむつうクイズ」が追加された。
- 『ふとぴんが行く!』 - 2020年7月8日に『あゆぴんが切る!』として開始。最高段位「魂天」に到達している、最高位戦日本プロ麻雀協会所属プロの朝倉康心（Mリーグ2021-22シーズンまでU-NEXT Piratesに所属）が、他の麻雀プロとともに牌譜検討を行うものだった。2023年11月3日、朝倉の離婚を機に、最高段位「魂天」に到達している、最高位戦所属プロの渡辺太（Mリーグ・赤坂ドリブンズ所属）をレギュラーに加えて『ふとぴんが行く!』にリニューアル[39]。直近に行われた『雀魂』公式大会や、『雀魂』を使用する大会の牌譜検討を行う。

## アニメ

### テレビアニメ
『じゃんたま PONG☆』のタイトルで2022年4月から6月まで毎日放送・TBS系列『スーパーアニメイズム』枠"おしり"ほかにて放送。
放送前の3月29日には、伊東ライフちゃん、天開司、多井隆晴が出演するWEB限定の特別話がYouTubeにて公開された。

#### スタッフ
- 原作・企画・制作協力 - CATFOOD STUDIO[41]
- 監督・シリーズ構成・脚本 - 森井ケンシロウ[41]
- 助監督 - 中西基樹[41]
- アニメーションキャラクターデザイン - 衣谷ソーシ[41]
- 美術監督 - 筒井典子[41]
- 音響監督 - 濱野高年[41]
- 音楽 - 森慎太郎[41]
- プロデューサー - 熊ジェット、裴衍杰
- アニメーションプロデューサー - 青木泰寛
- アニメーション制作 - SCOOTER FILMS[41]
- アニメーション制作協力 - 合同会社アルケ[41]
- 企画協力 - 松竹、奥永祥正、望月信宏
- 製作 - Yostar[41]

#### 各話リスト
| 話数           | サブタイトル     | 脚本           | コンテ     | 演出           | 作画監督   | 総作画監督 | 放送日             |
| -------------- | ---------------- | -------------- | ---------- | -------------- | ---------- | ---------- | ------------------ |
| WEB限定 特別話 | -                | モモさん       | 衣谷ソーシ | 森井ケンシロウ | 衣谷ソーシ | -          | 2022年 3月29日配信 |
| 0話            | -                | 森井ケンシロウ | 衣谷ソーシ | 森井ケンシロウ | 衣谷ソーシ | -          | 4月2日             |
| 1話            | 雀荘・魂天神社   | 森井ケンシロウ | 衣谷ソーシ | 森井ケンシロウ | 福岡優     | 衣谷ソーシ | 4月9日             |
| 2話            | グルメ勝負にゃ   | 森井ケンシロウ | 山本雄三   | 森井ケンシロウ | -          | 衣谷ソーシ | 4月16日            |
| 3話            | 巨大隕石襲来にゃ | 森井ケンシロウ | 衣谷ソーシ | 森井ケンシロウ | -          | 衣谷ソーシ | 4月23日            |
| 4話            | PONG☆にゃ        | 森井ケンシロウ | 衣谷ソーシ | 森井ケンシロウ | -          | 衣谷ソーシ | 4月30日            |
| 5話            | 働くにゃ         | 森井ケンシロウ | 衣谷ソーシ | 森井ケンシロウ | -          | 衣谷ソーシ | 5月7日             |
| 6話            | ソロキャンにゃ   | 森井ケンシロウ | 衣谷ソーシ | 森井ケンシロウ | -          | 衣谷ソーシ | 5月14日            |
| 7話            | 白一色にゃ       | 森井ケンシロウ | 衣谷ソーシ | 森井ケンシロウ | -          | 衣谷ソーシ | 5月21日            |
| 8話            | 名探偵明智       | 森井ケンシロウ | 山本雄三   | 森井ケンシロウ | -          | 衣谷ソーシ | 5月28日            |
| 9話            | 月の呪い         | 森井ケンシロウ | 山本雄三   | 森井ケンシロウ | -          | 衣谷ソーシ | 6月4日             |
| 10話           | 蟹工船           | 森井ケンシロウ | 衣谷ソーシ | 森井ケンシロウ | -          | 衣谷ソーシ | 6月11日            |
| 11話           | 一姫覚醒にゃ！   | 森井ケンシロウ | 衣谷ソーシ | 森井ケンシロウ | -          | 衣谷ソーシ | 6月18日            |

#### 放送局
| 放送期間                | 放送時間                | 放送局                                         | 対象地域・備考                                                                     |
| ----------------------- | ----------------------- | ---------------------------------------------- | ---------------------------------------------------------------------------------- |
| 2022年4月2日 - 6月18日  | 土曜 1:50頃（金曜深夜） | 毎日放送（幹事局）をはじめとする TBS系列全28局 | 秋田県・福井県・徳島県・佐賀県を除く 字幕放送 / 『スーパーアニメイズム』枠"おしり" |
| 2022年4月14日 - 6月30日 | 木曜 22:00 - 22:05      | AT-X                                           | CS放送 / リピート放送あり                                                          |

インターネットでは、番組放送後より雀魂公式YouTubeチャンネルにて無料で見逃し配信が行われる。
| 毎日放送・TBS系列 スーパーアニメイズム          | 毎日放送・TBS系列 スーパーアニメイズム | 毎日放送・TBS系列 スーパーアニメイズム |
| 前番組                                          | 番組名                                 | 次番組                                 |
| ----------------------------------------------- | -------------------------------------- | -------------------------------------- |
| からかい上手の高木さん3 - ※本番組のみ30分アニメ | じゃんたま PONG☆ - ※再びおしり枠       | 彼女、お借りします ぷち - ※おしり枠    |

### Webアニメ（TVアニメ2期）

#### じゃんたま カン！！
2024年4月25日よりYoutubeにて配信予定。同日より、CSスカパー！　AT-Xではテレビ放送中

##### スタッフ（カン！！）
- 原作 - 雀魂（CATFOOD STUDIO）[46]
- 監督・脚本 - 古賀一臣[46]
- キャラクターデザイン - 黒川あゆみ[46]
- 美術監督・美術設定 - 筒井典子[46]
- 色彩設計 - 渡部勇輔[46]
- 撮影監督 - 西村徹也[46]
- 編集 - 増永純一[46]
- 音響監督 - 横田知加子[46]
- 音楽 - 椿山日南子[46]
- アニメーション制作 - アルケ[46]
- 製作 - Yostar[46]

#### 各話リスト（カン！！）
| 話数   | サブタイトル                   | 脚本     | コンテ   | 演出     | 総作画監督 |
| ------ | ------------------------------ | -------- | -------- | -------- | ---------- |
| 第1話  | 一姫、にゃんTuberになるにゃ！  | 古賀一臣 | 古賀一臣 | 古賀一臣 | 黒川あゆみ |
| 第2話  | トップ配信者への道！           | 古賀一臣 | 古賀一臣 | 古賀一臣 | 黒川あゆみ |
| 第3話  | コラボ配信にゃ！               | 古賀一臣 | 古賀一臣 | 古賀一臣 | 黒川あゆみ |
| 第4話  | 旅は道連れワン                 | 古賀一臣 | 古賀一臣 | 古賀一臣 | 黒川あゆみ |
| 第5話  | 濃霧の当たり牌                 | 古賀一臣 | 古賀一臣 | 古賀一臣 | 黒川あゆみ |
| 第6話  | ただいま                       | 古賀一臣 | 古賀一臣 | 古賀一臣 | 黒川あゆみ |
| 第7話  | 三度の不運                     | 古賀一臣 | 古賀一臣 | 古賀一臣 | 黒川あゆみ |
| 第8話  | 盃の誘い                       | 古賀一臣 | 古賀一臣 | 古賀一臣 | 黒川あゆみ |
| 第9話  | 運命の通し先                   | 古賀一臣 | 古賀一臣 | 古賀一臣 | 黒川あゆみ |
| 第10話 | ようやく普通に麻雀するにゃ！   | 古賀一臣 | 古賀一臣 | 古賀一臣 | 黒川あゆみ |
| 第11話 | 打ち上げ麻雀、まだ終わらない！ | 古賀一臣 | 古賀一臣 | 古賀一臣 | 黒川あゆみ |
| 第12話 | カン動の最終回……にゃ？         | 古賀一臣 | 古賀一臣 | 古賀一臣 | 黒川あゆみ |
| 第13話 | Re:じゃんたま カン！！         | 古賀一臣 | 古賀一臣 | 古賀一臣 | 黒川あゆみ |

##### 主題歌（カン！！）
「カンカン姫姫」
一姫（内田真礼）、二階堂美樹（斎藤千和）、かぐや姫（伊瀬茉莉也）、八木唯（小清水亜美）によるエンディングテーマ。

#### 一姫の麻雀放浪記
2024年4月1日よりYouTubeにて配信。ブルーアーカイブ -Blue Archive-の世界に案内された一姫がブルアカのメンバーに挑戦を申し込み、同作とのコラボが発表された。